# Cosaques
Ne doit pas être confondu avec Kazakhs.
 (janvier 2021).
Si vous disposez d'ouvrages ou d'articles de référence ou si vous connaissez des sites web de qualité traitant du thème abordé ici, merci de compléter l'article en donnant les références utiles à sa vérifiabilité et en les liant à la section « Notes et références ».

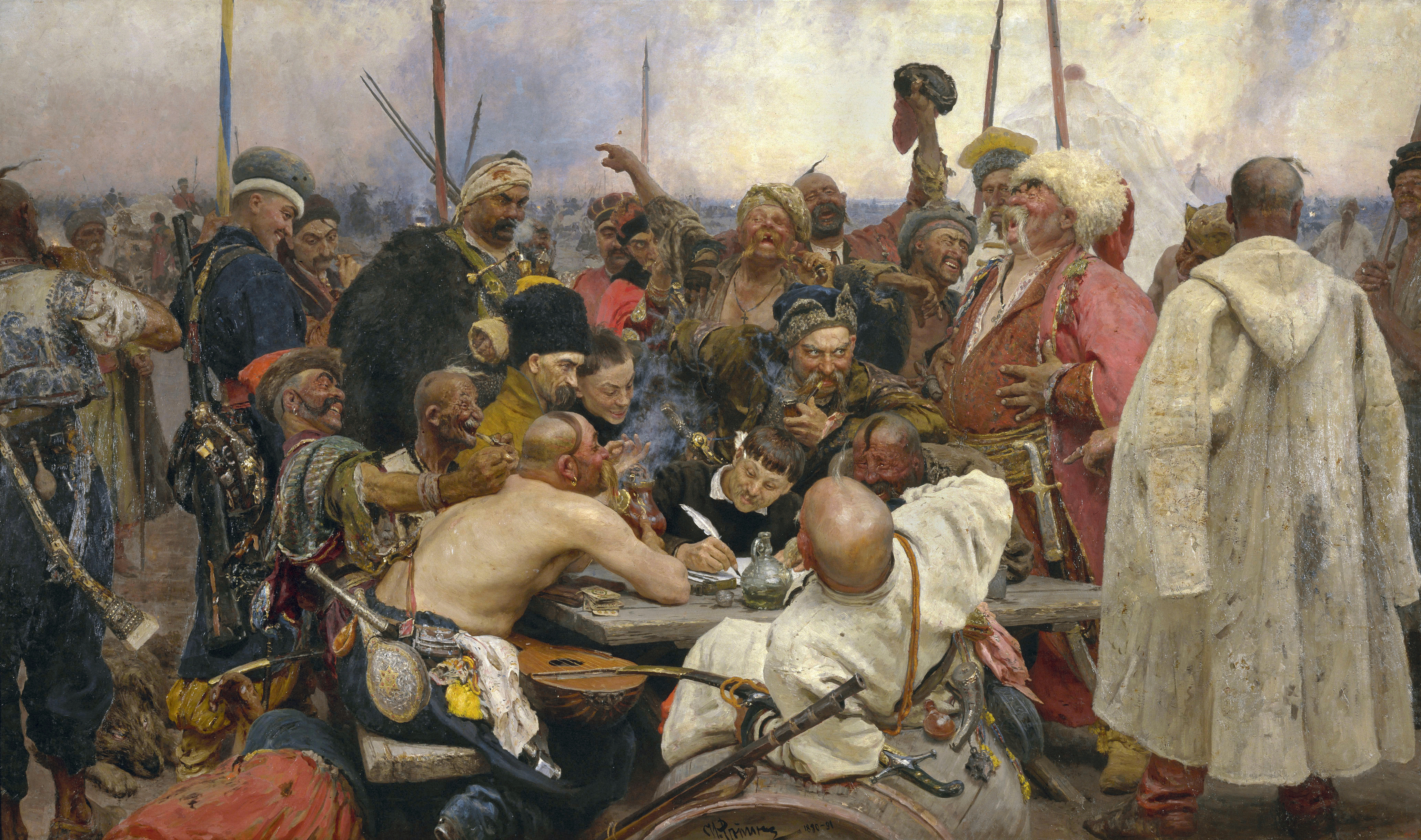
Les Cosaques zaporogues écrivant une lettre au sultan de Turquie. Peinture d'Ilia Répine de 1880 à 1891.

Cosaques est le nom donné à un groupe de populations majoritairement slaves originaire de régions de la steppe pontique situées sur les actuels territoires de l'Ukraine et de la Russie. Ils ont la particularité d'être à l'origine semi-nomades, de vivre de manière autonome et autogérée, et d'assurer leur propre défense grâce à un entraînement militaire systématique.

## Étymologie

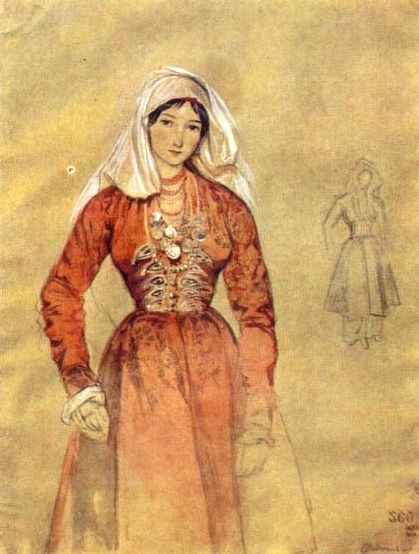
Portrait d'une femme cosaque, par le peintre russe Grigori Gagarine.

L'origine du terme « cosaque » renvoie à une fonction, une catégorie de guerriers initialement irréguliers, plutôt qu'à une ethnie ou un peuple. Dans le Codex Cumanicus, dictionnaire trilingue couman (langue turque), persan et latin, mais aussi glossaire et index thématique servant à décrire les peuples de la steppe pontique de l'époque, les Cosaques (sous la forme « quzzaq ») y sont mentionnés en tant que sentinelles, gardiens ayant pour fonction de défendre les terres slaves des razzias des ennemis tatares. L'étymologie du terme slave « cosaque » (козак en ukrainien et Kozak (pluriel : Kozacy) en polonais, казак en russe) remonte probablement au turco-mongol qazaq, vocable de nombreuses langues de même souche, qui signifie « homme libre », « sans attache », par extension nomade ou mercenaire. Le lien avec le soldat ou le garde indépendant décrit dans le Codex Cumanicus est logique puisque le mercenaire guerroie pour son propre compte. Radlov, le fondateur de la turcologie, définit les Cosaques comme des « hommes libres, indépendants et nomades ».
En revanche, on ne peut pas prouver qu'il y ait un rapport étymologique entre les Cosaques et les Khazars ou les Kazakhs (kазах) qui, quoique habitant les mêmes régions, se sont succédé à des siècles d'intervalle ; sauf à supposer que des slaves aient été antérieurement employés par ces turco-mongols comme mercenaires "gardiens hommes libres", et que le vocable attaché à cette fonction soit resté ; et/ou que des turco-mongols soient passés dans le camp slave avec cette fonction, comme suggéré par les chroniques vers 1443 (voir ci-dessous).

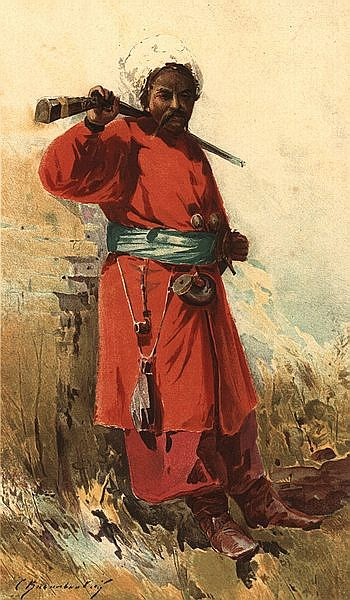
Rendu artistique d'un Cosaque zaporogue par Sergueï Vasilkovsky (vers 1900).

## Historique

### Origine des Cosaques
Dans le Codex Cumanicus, dont la partie lexicale semble avoir été rédigée entre 1292 et 1295 et dont la plus ancienne copie actuellement connue date de 1303, le mot « quzzaq » peut désigner aussi bien un « garde de convois » qu'un « pillard des steppes ». Par la suite, la Chronique de Nikon – compilation de livres, chroniques et documents anciens parue au début du XVIe siècle – rapporte que des bandes cosaques apparurent dans les environs de Riazan, près de Moscou, dès 1443. Selon la Chronique, cette année-là le grand-prince de Riazan conclut un accord avec des bandes tatares venues piller le pays. Ils s'installèrent pour l'hiver, reçurent des terres à défricher, se convertirent au christianisme (c'est l'origine de certaines familles nobles comme Tazi ou Fasli) et louèrent leurs services de mercenaires pour combattre les autres Tatars, qui les considérèrent comme renégats. À partir du milieu du XVe siècle, les références à des Cosaques slaves se multiplient : entre Don et Volga à partir de 1470, et autour du Dniepr (Grande Prairie) et en Ukraine actuelle vers 1490.
Ces premiers Cosaques, mercenaires, brigands ou pirates, longeaient la Volga et colonisèrent les rives de ce fleuve alors disputé entre Russes et Tatars, ainsi que, progressivement, celles du Don et du Dniepr. Ils nomadisaient à cheval dans les steppes eurasienne et pontique entre les terres russes ou polono-lituaniennes boisées au nord, et les mers Caspienne et Noire au sud. Selon Iaroslav Lebedynsky, ce mode de vie avait déjà été celui des Toques noires à forte composante petchénègue, des Brodniques (en) – mi-slaves, mi-turciques – des Volochovènes – mi-slaves, mi-volokhs – et des « Polovtses sauvages » convertis au christianisme. C'est pourquoi il qualifie ces communautés de « Proto-Cosaques ». Pour Mikhail Ramseier, il faut aussi compter dans cette catégorie les Sevriouki (« ceux du Nord »), des groupes slaves venus du Nord, qui se mélangèrent aux peuples turciques de la steppe. Preuve en est que les premiers Cosaques, incontestablement turciques au départ, se slavisèrent rapidement. C'est d'ailleurs en 1468 qu'apparaît près de Moscou le premier chef cosaque à nom slave : Ivan Rouno.
Réunis en bandes (starchines) louant leurs services aux nations limitrophes de la steppe, ces premiers Cosaques se retrouvent bientôt aux côtés des Moscovites, des Lituaniens, des Polonais ou des Moldaves, tout en commerçant avec les colonies génoises de la mer Noire qui leur vendent des armes, et même parfois avec leur ennemi le khanat de Crimée. On les décrit alors comme étant tour-à-tour mercenaires, gardes-frontières, guides de la steppe, protecteurs de marchands ou de diplomates, mais aussi et souvent pillards attaquant les villages et les caravanes de rencontre (et, pour cette raison, s'affrontant aussi entre eux)[réf. nécessaire].
Par la suite, ces bandes d'aventuriers accueillent les nombreux fugitifs des États voisins, dont certains arrivaient par familles entières pour échapper au servage, aux lourds impôts ou aux guerres. Les bandes devinrent des établissements, puis de vraies communautés, formées de parias, de pauvres, de rebelles, d'esclaves échappés, aussi bien nordiques et slaves qu'orientaux. Les Cosaques sont mentionnés dans la région du Don autour de 1520, et sur le Dniepr inférieur (Grande Prairie) pour les Zaporogues en 1550.

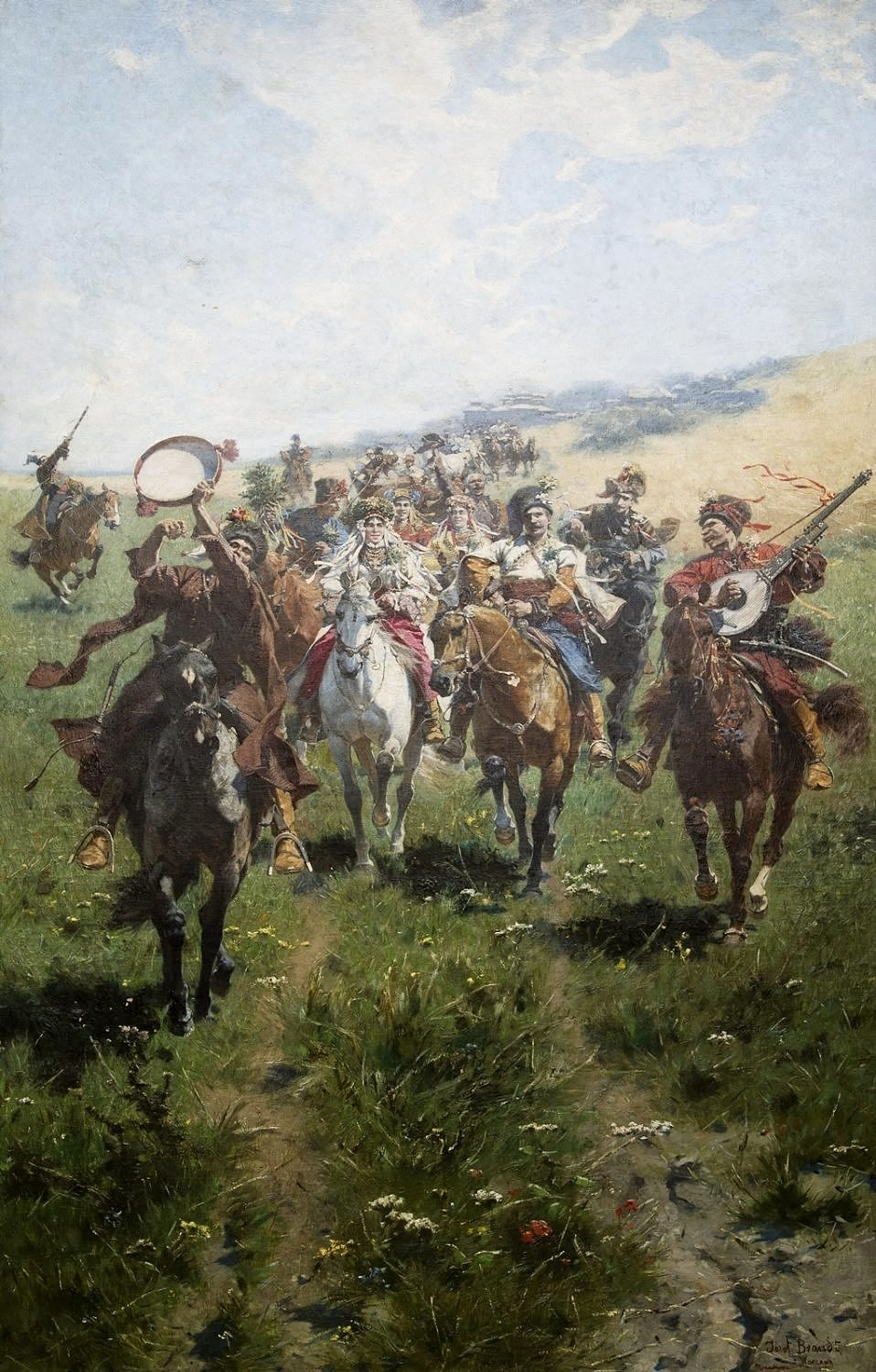
Noce cosaque, par Józef Brandt.

### Les Cosaques zaporogues
Vers la fin du XVe siècle, des Cosaques s'établissent entre les fleuves Boug et Dniepr, région sous l'autorité formelle du grand-duc de Lituanie jusqu'en 1569, du roi de Pologne ensuite. Ils y bénéficient d'une certaine autonomie en échange de la défense des frontières, d'ailleurs floues dans cette région. On trouve là surtout des paysans corvéables fuyant les obligations envers les seigneurs, des pauvres des villes, des aventuriers de toutes sortes, quelquefois issus de la noblesse, et des criminels de droit commun. Pour les jeunes nobles polonais aventureux, « faire le cosaque » permettait d'acquérir rapidement une expérience militaire. Au début, ces réfugiés ou proscrits essayaient de devenir sinon cultivateurs du moins éleveurs, mais, attaqués par les Tatars qui pillaient leurs récoltes et détruisaient leurs biens, ils se sont rapidement organisés en confréries militaires, vivant de chasse, de pêche et de rapines contre les Tatars, lorsqu'ils ne résidaient pas dans leurs camps retranchés, les sitch. La première sitch des Zaporogues se trouve sur l'île Mala Khortytsia, en aval des rapides du Dniepr, d'où leur nom de : Za-porohy signifie « au-delà des tourbillons », en référence aux rapides situés au coude du grand fleuve.

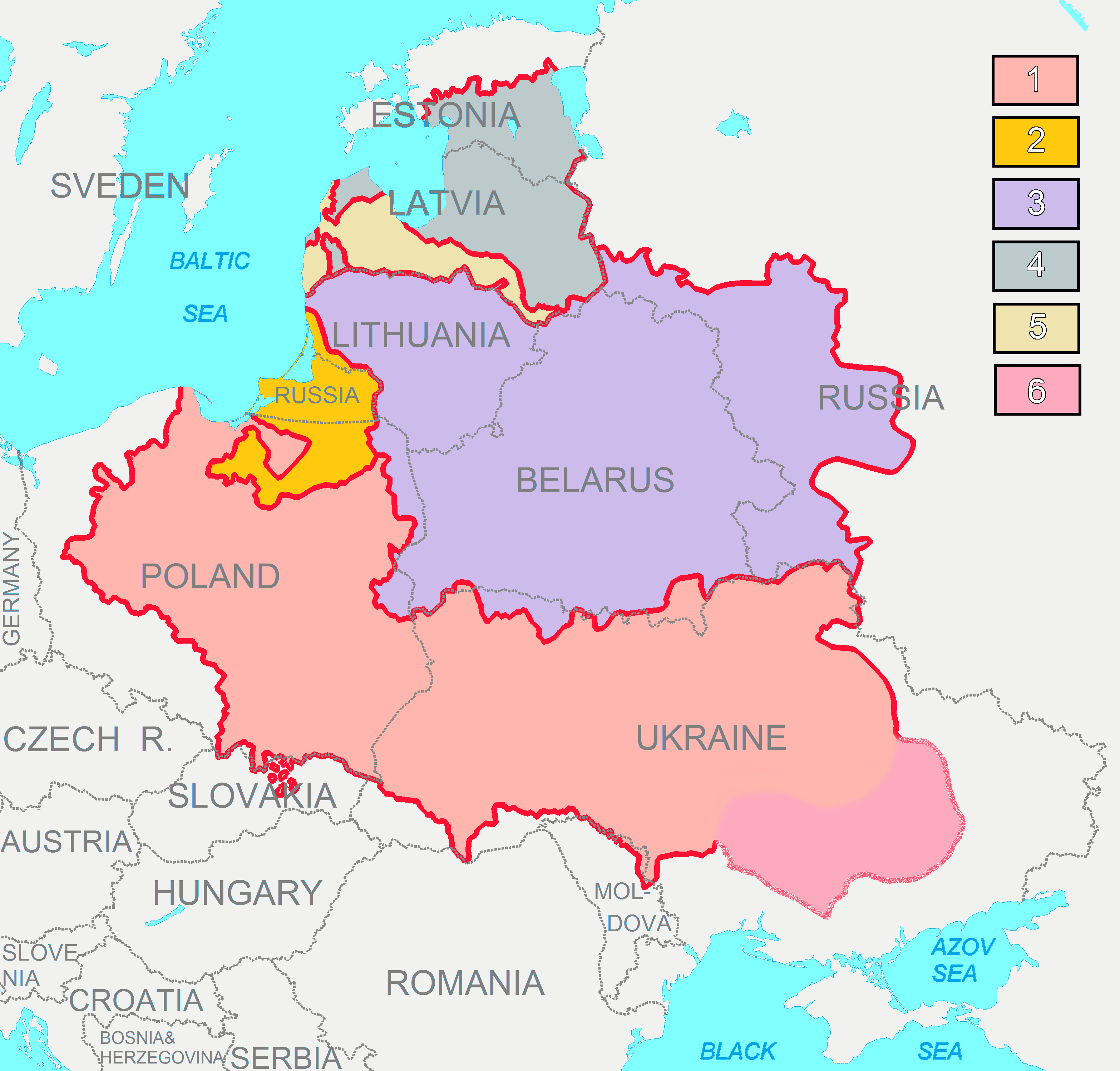
L'union polono-lituanienne en 1619 : la Pologne en rose-orangé et les Cosaques zaporogues autonomes en rose, au sud-est.

Les Cosaques zaporogues étaient principalement issus du duché de Kiev et de Biélorussie, avec parfois des groupes arméniens (tcherkessogaïs) ou moldaves (răzeși ou razèches). La plupart étaient orthodoxes, avec une minorité polonaise catholique, un dixième environ. Il est probable, tout au moins au début de la cosaquerie, que des Tatars aussi « passèrent cosaques » en devenant chrétiens et polonais en Podlachie (« Tatars baltiques »). Au début du XVIIe siècle exista même une troupe de cosaques juifs.
La région est alors giboyeuse et les rivières regorgent de poissons. Dans les eaux du Dniepr certains esturgeons très âgés mesuraient plus de six mètres et pesaient plus d'une tonne. La steppe pontique où ils vivaient constituait une zone-tampon entre les monarchies chrétiennes du nord-ouest et les états musulmans du sud-est. Selon l'expression du géographe russo-ukrainien du XIXe siècle A. Zachtchouk : « Avec la cosaquerie, l'Europe a eu son “Est sauvage” avant qu'avec ses bouviers, l'Amérique n'ait son “Ouest sauvage” ».
S'organisant en démocratie directe, les Cosaques élisent leurs chefs militaires (lors d'assemblées générales appelées Rada), dont le plus élevé dans la hiérarchie porte le nom de « otaman » ou « hetman ». C'est lors de ces assemblées qu'ils déterminaient la marche à suivre et l'objectif. Cependant, l'otaman est seul responsable d'un éventuel échec de l'expédition et il a alors une dette envers les participants.

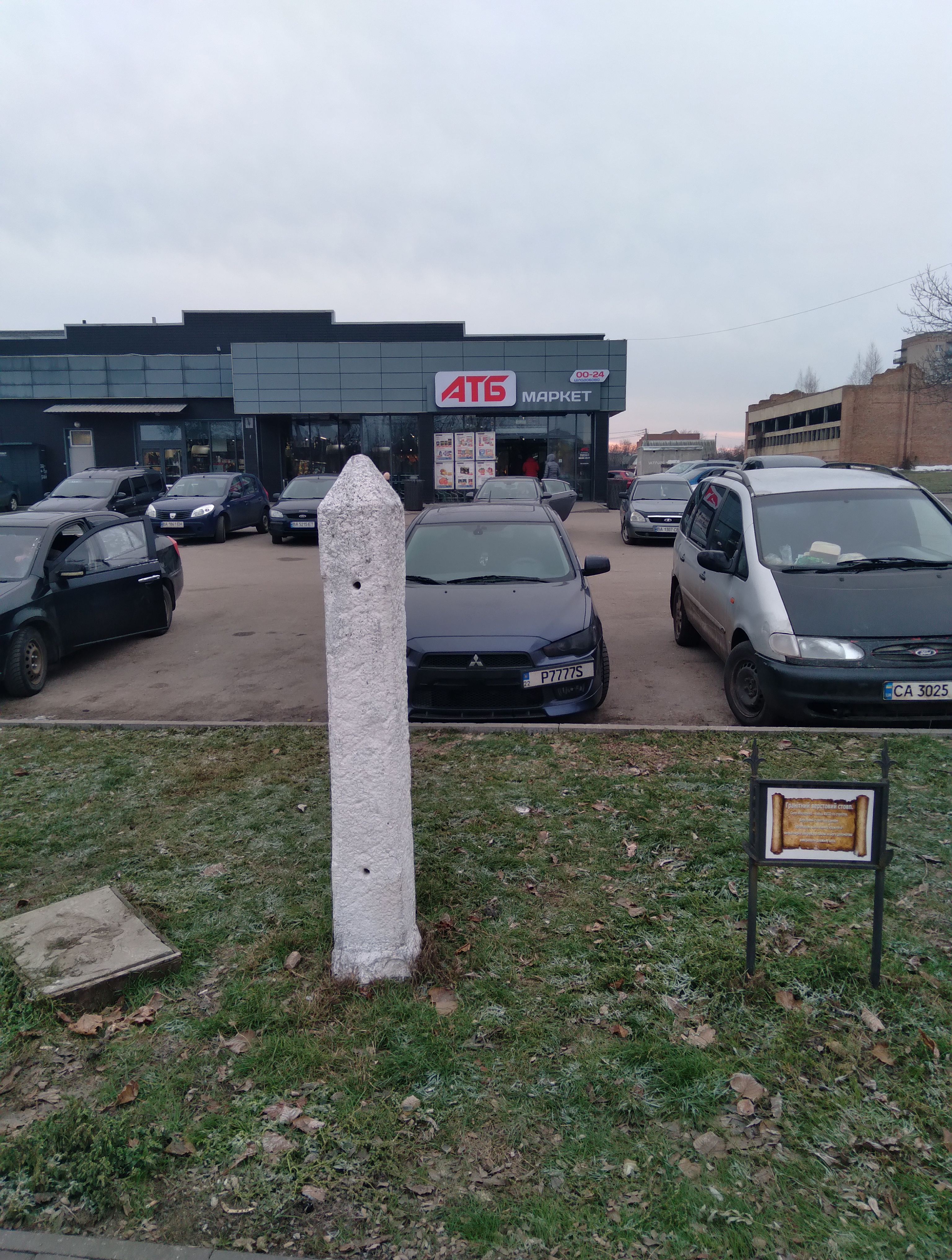
une colonne de granit unique du XVIIIe siècle, avec laquelle les Cosaques mesuraient le territoire. Trouvé dans le village de Moshoryne, dans la région de Kirovohrad

Certains Cosaques se mettent au service des starostes des confins du roi de Pologne, dont une des tâches était de mettre fin aux razzias tatares dans le royaume de Pologne et le grand-duché de Lituanie. Ces Cosaques restaient en ville à disposition des starostes, ne parcourant la steppe que pendant les saisons de chasse et de pêche. D'autres vivaient dans les steppes en permanence. Mais tous les Cosaques restent essentiellement libres et ceux qui veulent organiser des expéditions avec eux doivent les rejoindre. Certains administrateurs domaniaux du roi de Pologne, tel Dmytro Vychnevetsky, deviennent ainsi cosaques.
Brillants cavaliers, les Cosaques forment des trains de chariots qu'ils attachent entre eux lors de la bataille, formant un rempart en forme de triangle, infranchissable par les chevaux. Disposant quelquefois de longues piques sur lesquels s'empalaient les montures ennemies qui essayent de sauter, toujours d'armes à feu et parfois de petits canons, les Cosaques repoussèrent ainsi toutes les attaques des cavaliers tatars. Lorsque l'ennemi avait subi de lourdes pertes après plusieurs assauts, les cavaliers cosaques sortaient de leur camp pour achever le travail à coups de sabres et de haches.

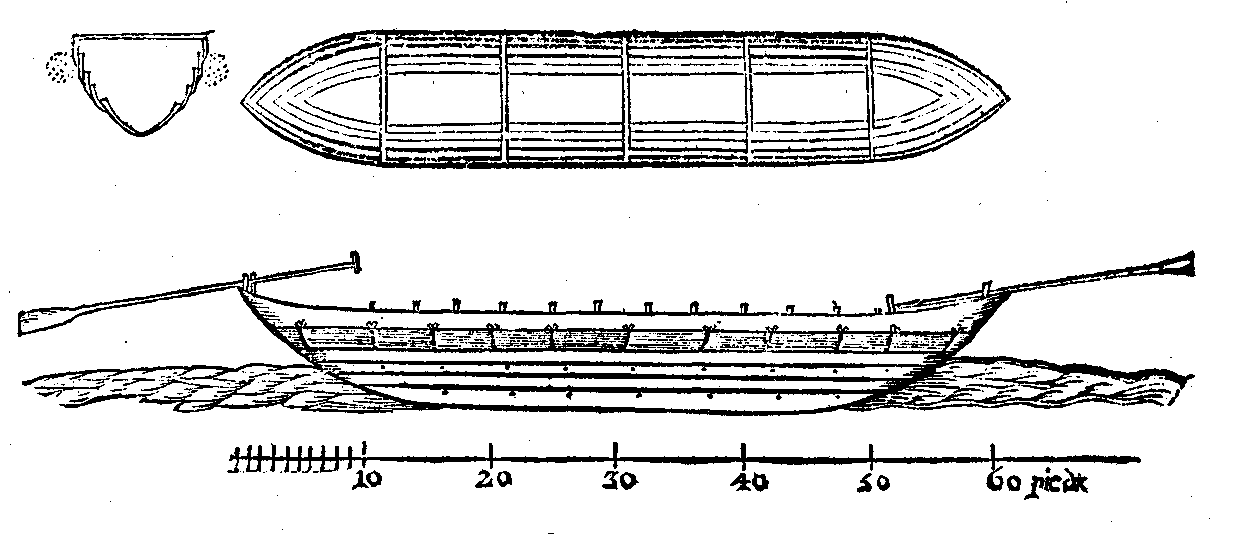
Tchaïka (чайка, la « mouette » en ukrainien), mahonne de guerre des Cosaques au XVIIe siècle.

Rapidement, les Cosaques deviennent également d'excellents navigateurs, utilisant des barques à rames. Ils organisaient, en longeant les côtes, des expéditions (essentiellement de pillage), qui les menèrent jusqu'à Constantinople.

### Développement de la cosaquerie

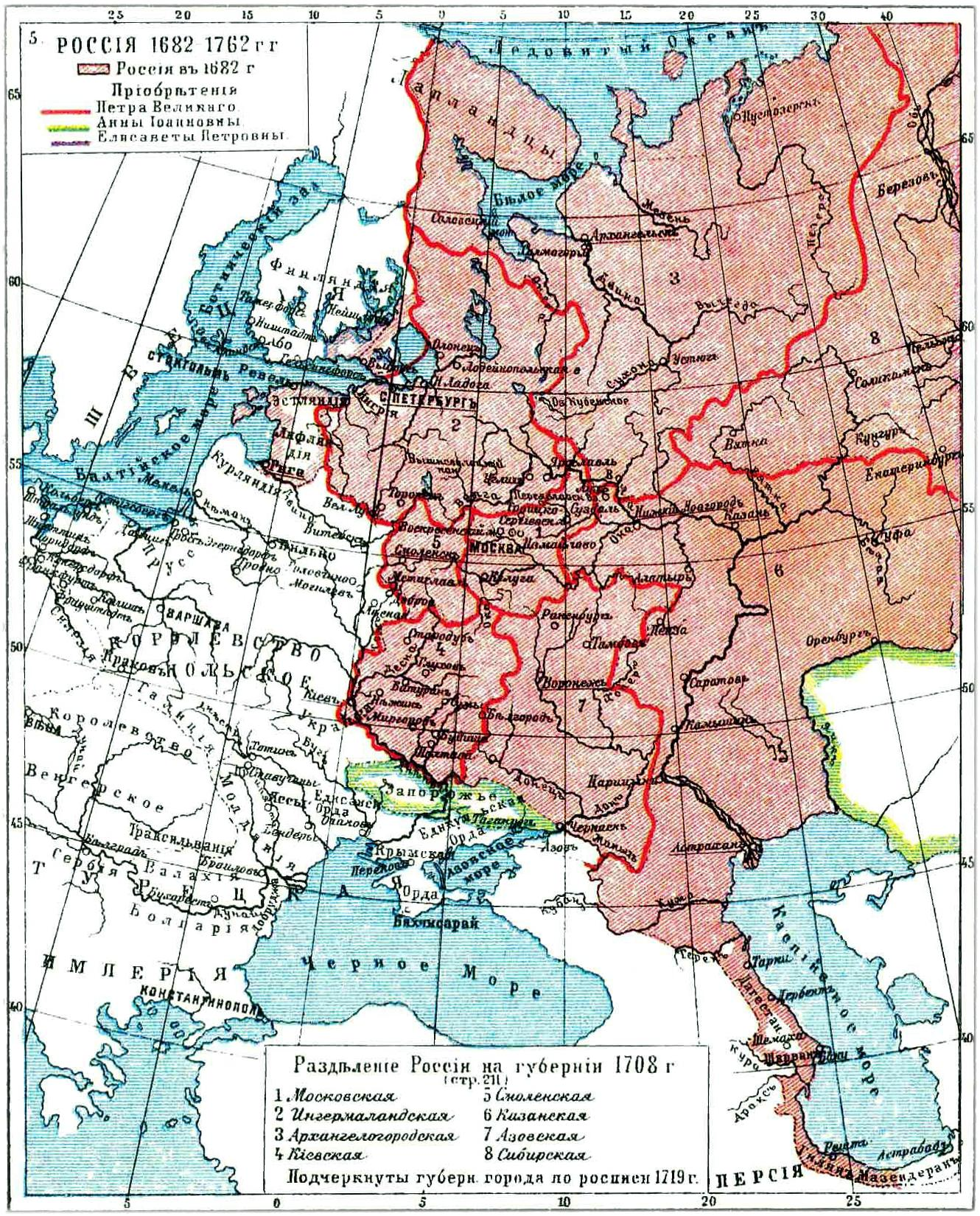
Les Cosaques (en vert) aux marges de l'Empire russe au XVIIIe siècle.

Par la suite, les Cosaques formèrent d'autres communautés plus à l'est au fur et à mesure que les noblesses, russes et polonaises, investissaient leurs territoires.
Les Cosaques, hormis les Zaporogues, furent récupérés en tant que soldats par l'État lituano-polonais, qui créa en 1581 un registre pour les recenser. Leur inscription sur les registres leur accordait la propriété de la terre des steppes, celle-ci appartenant en principe au roi, contre un service militaire, un statut ressemblant donc à celui de la noblesse. Au temps du roi Sigismond II de Pologne, il y avait au mieux 500 "Cosaques enregistrés", alors que les troupes cosaques pouvaient atteindre 10 000 soldats à la fin du siècle.
Le nombre de Cosaques enregistrés augmente à plusieurs reprises, mais est toujours largement inférieur au nombre réel de Cosaques. Les Cosaques non enregistrés devaient en principe devenir serfs sur les domaines de la noblesse polonaise, ce qui fut la cause de révoltes. Au début du XVIIe siècle, plusieurs milliers de Cosaques sont enregistrés ; environ 6 000 avant une révolte qui éclata en 1648. Il y avait déjà entre 100 000 et 200 000 Cosaques, souvent des paysans qui ne voulaient plus être serfs. Le nombre de Cosaques ne dépassait pas en réalité 50 000 hommes, y compris ceux qui ne parcouraient les steppes qu'occasionnellement. En 1648, c'est en fait toute la Zaporoguie qui se révolte au nom des libertés cosaques.
Côté russe, les Cosaques également se mirent sous la coupe du gouvernement du tsar. Bien qu'autonomes dans leurs régions, ils collaboraient avec les armées tsaristes contre une solde et des produits en nature (sel, alcool, tissus, poudre, etc.). Les établissements cosaques se multiplièrent sur les frontières de l'Empire russe : le Caucase avec le Kouban et le Terek, puis toute la Sibérie, avec les conquêtes de Ermak Timofeïévitch au-delà de l'Oural pour le compte du tsar Ivan IV le Terrible.

### «Troubles cosaques»
Utilisés, mais aussi opprimés par la monarchie polonaise, les Cosaques se heurtent d'une part aux progrès de l'agriculture sédentaire dominée par la noblesse polonaise qui empiète de plus en plus sur la steppe pontique, et d'autre part à l'église catholique polonaise qui considère l'orthodoxie comme « schismatique » et cherche à convertir les orthodoxes, non sans certains succès (naissance de l'église grecque-catholique ukrainienne). Dans ce contexte plusieurs révoltes cosaques se succèdent. La plus célèbre, en 1648, fut menée par Bogdan Khmelnitski et aboutit à la création de l'Hetmanat cosaque, organisation dont Khmelnytsky sera le premier hetman et qui vise à perpétuer l'autonomie et le mode de vie cosaque. Cherchant un appui extérieur, les Zaporogues prêtent en 1654 allégeance au Tsar Alexis Ier de Russie, orthodoxe comme eux : c'est le traité de Péréiaslav. Dans leur esprit c'était le moyen de garantir leurs libertés et leur organisation interne dans la « région slobodienne » (« franche » en russe et ukrainien). En fait cela eut pour effet de scinder la cosaquerie : des Cosaques restèrent enregistrés en Pologne, mais la plupart passèrent sous le contrôle du tsar malgré des hésitations et des conflits internes importants, voire des retournements d'alliance, ce dont témoigne Iouri Khmelnytsky, le fils de Bogdan. Finalement l'Hetmanat se scinda en « rive Gauche » et « rive Droite » (du Dniepr), respectivement contrôlées par la Russie et la Pologne.
Les révoltes cosaques (une partie des Cosaques ont été expulsés de force d'Ukraine par les Russes et transférés dans le Kouban et assimilés) se succédèrent, dès 1606 avec Ivan Bolotnikov, puis Stenka Razine entre 1667 et 1671, Kondrati Boulavine en 1707 et Emelian Pougatchev à partir de 1773. Pour toutes ces raisons, le côté polonais du hetmanat fut dissout dès 1699, tandis que du côté russe le hetmanat fut supprimé par Catherine II en 1775.

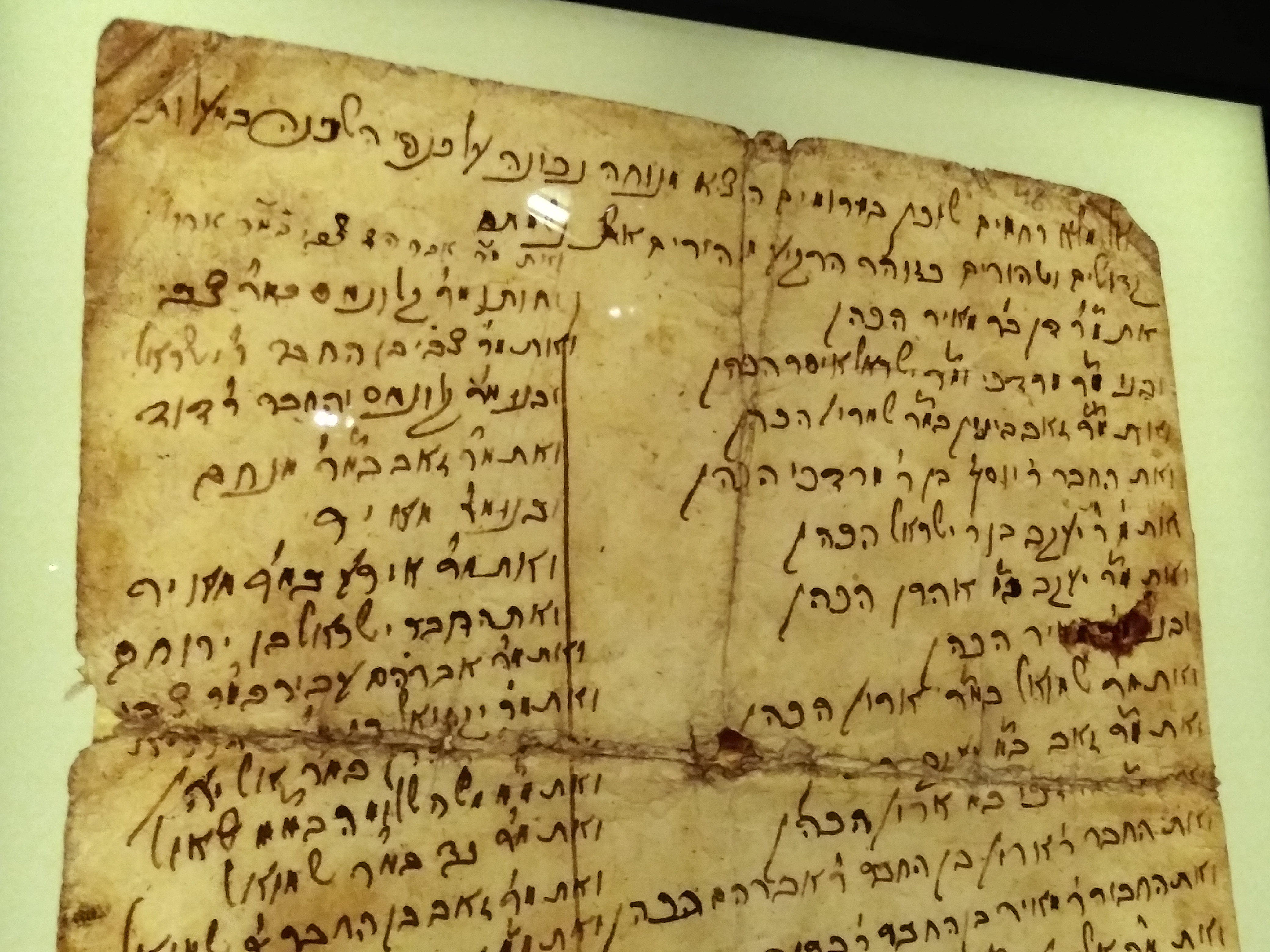
Liste des Juifs massacrés par les cosaques à Narol en 1648.

C'est dans ce contexte qu'émerge l'antisémitisme cosaque. Jusqu'au milieu du XVIe siècle, les juifs avaient été les principaux affermeurs des moyens de production de la noblesse polonaise et participaient au développement de l'agriculture sédentaire, s'opposant ainsi aux intérêts des Cosaques, dont certains popes fanatiques ont diffusé des mythes comme celui des « Juifs tueurs du Christ » ou encore celui des « meurtres rituels d'enfants chrétiens ». Les Cosaques de Pologne furent encouragés dans cette voie par le tsarat de Russie orthodoxe, en lutte contre l'union polono-lituanienne catholique. Les Cosaques se sont aussi érigés en défenseurs des masses paysannes orthodoxes, mais exploités par les nobles polonais catholiques et leurs affermeurs Juifs, et c'est sous ce prétexte qu'ils se livrèrent à des pogroms à l'occasion des révoltes et dans le sillage de l'expansion russe vers l'Ouest.

### Les Cosaques fusionnés
À partir du début du XVIe siècle, les Cosaques (une partie des Cosaques ont été expulsés de force d'Ukraine par les Russes et transférés dans le Kouban et assimilés) partaient pour le service de guet et de patrouille, protégeaient les territoires frontaliers de la Moscovie contre les incursions des tatars de Crimée, de Kazan et d'Astrakhan, et des hordes transvolgiennes. La région entre le Donets et le Don se peuple également de paysans libres qui y deviennent chasseurs, pêcheurs, quelquefois éleveurs, organisant des expéditions chez les tatars. Ces Cosaques forment la communauté du Don.
Les Cosaques russes ont joué un rôle important pendant l'expansion de la Russie en Sibérie (en particulier Ermak Timofeïévitch), au Caucase et en Asie centrale du XVIe au XIXe siècle. Ils ont également servi de guides pour la plupart des expéditions des géographes, commerçants, explorateurs et arpenteurs civils russes.
À la fin du XVIe siècle, les Cosaques russes de la Sibérie occidentale ont fondé les villes de Tobolsk, Beriozovo, Sourgout, Tara, Obdorsk et Narym. Au début du XVIIe siècle les Cosaques russes ont atteint le fleuve Ienisseï.
À l'époque du règne de Mikhaïl Romanov, les Cosaques russes de la Sibérie orientale ont fondé les villes de Ienisseïsk, Krasnoïarsk et Iakoutsk et atteint l'océan Pacifique. Le cosaque Vassili Poïarkov a passé en 1645 le fleuve Amour et découvert la côte septentrionale de l'île Sakhaline. En 1648, un autre cosaque, Simon Dejnev a atteint l'embouchure du fleuve Anadyr (dans la péninsule de Tchoukotka) et découvert la route entre l'Asie et l'Amérique[réf. nécessaire], tandis qu'entre 1697 et 1699, Vladimir Atlassov atteint quant à lui la péninsule du Kamtchatka.

### Soldats du tsar
À la suite de la révolte de Pougatchev, puis à celle des haïdamaks, des zaporogues mélangés à des paysans rebelles (l'équivalent des haïdouks des Balkans), l'impératrice Catherine II décida la dissolution de l'hetmanat et de la Sitch zaporogue, et la répression frappa toutes les autres communautés dès 1775. À partir de là, les Cosaques, devenus inexistants côté polonais (rive droite du Dniepr), intégrèrent les armées impériales du côté russe, à la manière de régiments de dragons ou de hussards. Passant entièrement à la solde du tsar, ils gardèrent néanmoins une forme d'autonomie, d'abord au sein de leurs établissements, que l'on appela voïsko, des armées territoriales dont certaines étaient endogènes et d'autres créées artificiellement par l'État pour défendre les frontières, puis en étant exemptés d'impôts.

Toujours en quête d'indépendance, les Cosaques, en échange de leur statut spécial et des avantages concédés par le pouvoir, se muèrent donc en soldats de l'Empire, puis, en gendarmes du tsar, devenant le bras armé le plus efficace du gouvernement. Pierre de Tchihatcheff a pu écrire à leur sujet : 

« Aussi n'est-il pas prudent de s'enfoncer dans la steppe des Kirghiz sans être escorté par quelques Cosaques, qu'ils redoutent d'autant plus que, participant à tous les avantages physiques et moraux qui caractérisent ces indomptables enfants du désert, les Cosaques y joignent ceux de la discipline européenne, et se trouvent par là destinés par la Providence même à jouer le rôle d'intermédiaires entre la Russie et l'Asie centrale ; tant il est vrai que le gouvernement russe ne pourra jamais rien entreprendre de grand et de véritablement efficace, sans l'appui et la coopération directe de l'admirable milice cosaque de ces contrées, milice pleine d'un avenir immense et d'une haute signification politique. »

Cosaques dans l'armée impériale Russe : il existait des régiments de cavalerie cosaques dans l'armée russe, qui assuraient la garde rapprochée de la famille impériale et des princes. Ces régiments étaient composés de Cosaques instruits : il était obligatoire de savoir lire, écrire et compter. La notion de titre nobiliaire était juste tolérée et comme le disait un proverbe cosaque « quand un cosaque est à cheval, seul Dieu est plus grand que lui ». La plus célèbre des divisions cosaques de l'armée russe était une division qui portait le nom de « Division sauvage » et qui était redoutée pour la violence de ses charges. Elle était totalement indépendante et nommait ses officiers, qui étaient confirmés dans leur grade, par des écoles d'instruction ou des décrets impériaux. L'empereur et les princes de la famille étaient tous commandants d'une division de Cosaques qui, au combat, était fractionnée en groupes nommés sotnia et pouvait rapidement se regrouper pour attaquer la cavalerie ennemie.

### Les communautés de Cosaques de la Russie à la veille de la Première Guerre mondiale

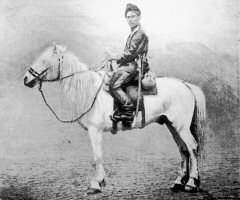
Dimitri Pechkov, cosaque du fleuve Amour. Gravure parue dans Kniga o Lochadi du prince Ouroussov, tome 1, page 163 (Saint-Pétersbourg, 1902).

À la veille de 1914, une dizaine d'« armées » (voïsko) cosaques, c'est-à-dire de communautés territoriales militarisées, d'une population totale de 4,5 millions, familles incluses, s'échelonnaient d'ouest en est sur le territoire russe, dans un ordre décroissant en termes d'effectifs.
- Les Cosaques du Don, apparus en 1520
- Les Cosaques de l'Oural, 1571
- Les Cosaques du Terek, 1577

Seules ces trois communautés sont de création essentiellement spontanée et endogène.
Les communautés suivantes sont des groupes de garde-frontières créés par les tsars :
- les Cosaques du Kouban (descendants des Zaporogues), 1696 ;
- les Cosaques d'Orenbourg, 1744 ;
- les Cosaques d'Astrakhan, 1750 ;
- les Cosaques de Sibérie, 1760 ;
- les Cosaques du Danube, 1828 ;
- les Cosaques de Transbaïkalie, 1851 ;
- les Cosaques du fleuve Amour, 1858 ;
- les Cosaques de Semiretchie, 1867 ;
- les Cosaques de l'Oussouri, 1889.

## De 1917 à aujourd'hui

### Les Cosaques après la Révolution de 1917
À la révolution, des Cosaques prirent parti pour les Armées blanches tsaristes, d'autres pour l'Armée rouge communiste, d'autres encore instaurèrent leurs propres gouvernements indépendants : la république du Don de l'Ataman Krasnoff ou l'Hetmanat de l'ataman Skoropadsky. Ces tentatives furent écrasées par l'Armée rouge.
Le 24 janvier 1919, le Comité central du Parti Communiste décida d'intégrer les « Cosaques rouges » dans l'armée régulière et d'exterminer tous les autres Cosaques sur l'ensemble du territoire. La circulaire portant organisation de la destruction des Cosaques ordonnait les mesures suivantes :
« Il est nécessaire, compte tenu de l'expérience de la guerre civile avec les Cosaques, de reconnaître comme seule attitude légitime le combat le plus impitoyable contre la totalité des Cosaques pour procéder à leur extermination complète. Aucun compromis, aucune demi-mesure n'est acceptable. Il faut donc :

1. Mener une terreur de masse contre les riches Cosaques, en les détruisant tous sans exception ; mener une terreur de masse impitoyable contre tous les Cosaques qui ont pris part directement ou indirectement à la lutte contre le pouvoir soviétique. Concernant la classe cosaque, il est impératif de prendre toutes les mesures nécessaires pour garantir l'impossibilité de nouvelles tentatives d'action de sa part contre le régime soviétique.
2. Confisquer le pain et forcer à remettre (aux forces soviétiques) tous les surplus concernés dans les paragraphes indiqués, ceci s'applique à la fois au pain et à tous les autres produits agricoles.
3. Prendre toutes les mesures pour aider les nouveaux arrivants « non-résidents » pauvres, en organisant la réinstallation le plus efficacement possible.
4. Accorder aux nouveaux arrivants « non-résidents » l'égalité avec les Cosaques pour l'attribution de la terre et à tous autres égards.
5. Procéder à un désarmement complet et fusiller toutes les personnes qui se trouveront en possession d'armes après la date limite.
6. Ne distribuer des armes, parmi les non-résidents, qu'aux éléments fiables.
7. Les unités armées doivent être stationnées dans les villages cosaques jusqu'à l'établissement d'un ordre complet.
8. Tous les commissaires nommés dans toutes les implantations cosaques sont invités à faire preuve d'une fermeté maximale et à suivre ces instructions avec constance.
Le Comité central décide de mettre en œuvre, par le biais des institutions soviétiques compétentes, l'obligation du Commissariat du Peuple au Développement d'élaborer en toute urgence des mesures réelles de réinstallation massive de non-résidents pauvres sur les terres cosaques.

Comité central du Parti Communiste »
L'application de cette directive eut, entre autres conséquences, celle de déclencher la famine soviétique de 1921-1922 qui ravagea les terres anciennement cosaques et de rendre ces derniers très actifs dans les nombreux pogroms commis « pour se venger » des bolchéviques assimilés aux juifs,.

### Les Cosaques pendant la Seconde Guerre mondiale
Au sein de l'Armée rouge, Joseph Staline recréa en 1936 des régiments de cavalerie cosaque.
Les autres anciens Cosaques de Russie qui avaient pu survivre à la terreur rouge et fuir l'Union des républiques socialistes soviétiques grâce à l'assistance de l'office international Nansen pour les réfugiés, se regroupèrent en exil en Occident où ils créèrent leurs propres associations.
Lors de la signature du pacte germano-soviétique en 1939, Joseph Staline demanda à Adolf Hitler de lui livrer tous les réfugiés russes d'Allemagne, anciens « Cosaques blancs » inclus, et obtint satisfaction ; en échange, il livra au gouvernement allemand des communistes allemands réfugiés en URSS, comme Margarete Buber-Neumann.
Certains survivants cosaques purent se réorganiser militairement comme supplétifs de l'armée allemande lorsque celle-ci attaqua l'URSS en 1941 : ce furent les Cosaques de Pannwitz, composés de forces qui s'imaginaient libérer leurs terres des persécutions staliniennes et restaurer leurs libertés après le conflit. Une fois la défaite allemande consommée, Staline réclama en 1945, comme en 1939, mais aux Alliés occidentaux cette fois, que tous les ressortissants soviétiques lui fussent livrés, et obtint à nouveau satisfaction. Le Liechtenstein fut le seul État occidental à refuser l'extradition des réfugiés antisoviétiques se trouvant alors sur son territoire, et donna asile à environ cinq cents soldats et civils constituant une « armée nationale russe » (armée d’Holmston) sous la direction du général Boris Smyslovski.

### Époque contemporaine
Depuis la dislocation de l'URSS, des communautés dites Cosaques se sont reformées, et bénéficient d'une reconnaissance officielle en tant que Cosaques enregistrés de la fédération de Russie. Leur première réapparition en tant que « volontaires » (évitant à l'armée russe de s'impliquer directement dans des conflits hors de ses frontières) date de la guerre du Dniestr de 1992 sous le commandement d'Alexandre Lebed. Dans la crise ukrainienne de 2014, une partie des cosaques ukrainiens se range du côté de l'armée ukrainienne tandis que d'autres s'associent aux forces armées prorusses, parfois aidées de milices orthodoxes originaires des Balkans, notamment serbes, qui, pour leur part, ont recréé des unités de tchetniks, faisant ainsi ressurgir des unités combattantes que Joseph Tito avait exterminées.